# プロサイド
プロサイド株式会社は、千葉県千葉市に本社を置く日本のコンピュータ関連企業。PC/AT互換機の組み立て、販売、保守などを行っていた。
ソードの創業者である椎名堯慶が、ソード退社後の1987年に設立。メディアプロセッサMpact(MPACT)を実装した多機能ボードを開発するなど自社独自製品も組み込んで発売していた。
現在はPC/AT互換機などの製品保守・保証サービス部門を株式会社HITとの合併会社であるHPCシステムズへ移管し、同社で通信事業やコンサルタント事業を行っている。

## 主な製品ラインアップ

### サーバー
米国Mylex製のRAIDコントローラーを搭載。
RAIDコントローラーを省略して、NetWareのソフトウェアRAID機能を使うミラーサーバーも販売していた。
1999年頃よりInfotrendのRAIDコントローラーが中心、その後SSI製のRAIDコントローラーが中心となる。
タワー型、ラックマウント型等のラインアップがあったが、ブレードサーバーには参入していなかった。
- FS-KING シリーズ
- NETrage シリーズ

### ストレージ
内蔵用SCSIハードディスクを外付ケースに取り付けて外付けハードディスクとして顧客に提供していた。
2003年頃より、自社ブランドのNASを発売。
- AmazeBlastシリーズ

### ワークステーション
- VEXシリーズ(Intel 486シリーズCPU搭載。メモリ、ハードディスク等はCTO対応。拡張バスは、EISAとVESAのすべて32ビット対応。)
- Astrike WSシリーズ(Intel Pentium 4搭載。メモリ、ハードディスク等はCTO対応。)
- AEW216シリーズ(AMD Opteron搭載。メモリ、ハードディスク等はCTO対応。)

### デスクトップPC
デスクトップPCは、一部を除きマザーボード、CPU、電源、ケースを組み合わせたプラットフォーム(今でいうベアボーン)にオプションパック(メモリ、ハードディスク、フロッピーディスクのセット)、グラフィックボードを組み合わせ、さらにケースやキーボードの変更まで行えるBTO形式を中心に販売していた。
採用されたマザーボードメーカーは、DFI、Nexcom、Iston、TAIWAN MYCOMP、マイクロニクス、FIC、GIGABYTE、ASUS、AOpenなどメジャーメーカーからマイナーメーカーまで多岐にわたる。
一部自社設計のマザーボードもある。
- 286AU (Intel 80286 8MHz、4MBメモリ)
- JD1991-40IX (AMD386DX-40MHz、4MBメモリ、40MBハードディスク、ET-4000/1MB。ローエンドで10万円ちょうどという価格を目指してつくられた。)
- JLBシリーズ (省スペースデスクトップの総称。)
- SVX3シリーズ (Intel 486系CPU搭載。メモリ、ハードディスク、グラフィックはオプション。マザーボードはGIGABYTE製。)
- JD560PIM (Intel Pentium 60MHz、メモリ、ハードディスク、グラフィックはオプション。マザーボードはASUS製。)
- Micro Boyシリーズ (Pentium 75～130MHz搭載。コンシューマー市場を意識し、一太郎等のソフトウェアがプレインストールされていた。マザーボードはASUS製。)
- Astrikeシリーズ (Pentium II系CPU。)

### ノートPC
ノートパソコンは台湾Kapokなどのベアボーンにメモリ、ハードディスクを組み込んだBTOモデルを自社ブランドで販売するほか、三菱電機やソーテックのノートPCの販売も行っていた。
- WinVL9200シリーズ (486DX2系 CPU搭載)
- Win5200シリーズ (Pentium系 CPU搭載)
- Aquizzシリーズ (Pentium II系またはCeleron系 CPU搭載)

### ラップトップPC
英語でラップトップ (Laptop)と言えば通常ノートPCのことであるが、持ち運びもでき、なおかつISA拡張バス対応増設ボードを2枚装着できるポータブルPCをラップトップPCと称して製造・発売していた。(マザーボードは自社設計)
- WinLap486シリーズ

### ソフトウェア
- PONAX(英語版MS-DOSを搭載したPCをAX規格PCとして使えるようにするソフトウェア。)
- らくらくセットアップ(Windows 3.1の英語版ドライバーを日本語版OSに組み込むためのソフトウェア。)
- らくらく経営システム
- 武将争派 (ゲームソフト。三国志のキャラクターが登場する、台湾PANDA SOFTWAREの製品を日本語化したもの。発売当時は「武将争派三国志」と言うタイトルであったが、光栄の申し立てにより「三国志」の記述を削除した。)

### 拡張ボード・周辺機器
- Trinosaur PCI/AGP (MPEG再生用のアクセラレーターカード。)
- 1414VQE (14.4Kbps対応の外付けアナログFAXモデム。)
- 56VQE(K56Flex対応の外付けアナログFAXモデム。)
- PE-NET16CAT (Novell NE2000（英語版）互換のISAイーサネットカード。10Base-5/2/T対応。)
- 倒れん帯 (モニターの転倒防止用固定ベルト。直販の他、サンワサプライを通じて全国の量販店でも販売。)
- Proside17 (パナソニック製の17インチCRTモニタに自社ブランドのシールを貼ったもの。)
- Proside17V (17インチCRTモニタ。)

## 取扱製品
国内海外PC周辺機器メーカーの代理店業務も行っていた。
Comtrol以外の代理店業務は、HPCに受け継がれていない。
以下、メーカー名、国、主な製品
- 飯山電機(現イーヤマ)(日):ディスプレイ
- IPC Electoronics(台湾):FA用コンピューター部品
- Advantech(台湾):FA用コンピューター部品
- Color Graphic Communications (米):グラフィックカード
- アンリツ(日):100VG関連ネットワーク機器
- キヤノン(日):プリンター、スキャナー
- エプソン(日):プリンター、スキャナー
- Comtrol(米):RS-232拡張ボード、イーサネット-シリアル通信変換器
- Bose(米):スピーカー
- 三菱電機(日):無停電電源装置
- 三菱鉛筆(日)：ラベルプリンター
- Genoa System (米)：グラフィックカード
- RCI(米):KVMスイッチ
- SAMSUNG(韓):モニター、DVD-ROM/RWドライブ